# Archiprêtré d'Aubusson
 (janvier 2018).
Si vous disposez d'ouvrages ou d'articles de référence ou si vous connaissez des sites web de qualité traitant du thème abordé ici, merci de compléter l'article en donnant les références utiles à sa vérifiabilité et en les liant à la section « Notes et références ».

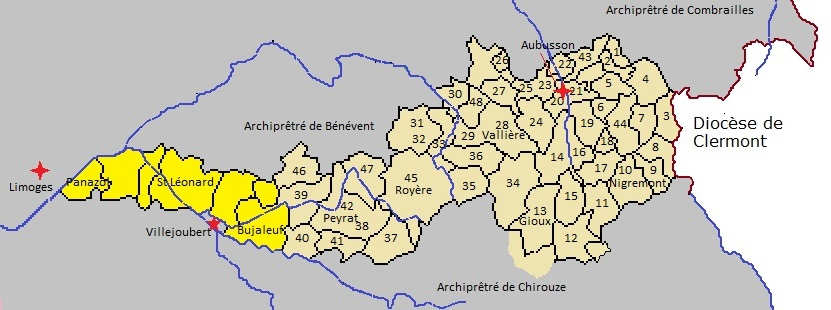
L'archiprêtré d'Aubusson en 1315.

L'archiprêtré d'Aubusson est l'un des 18 archiprêtrés de l'ancien diocèse de Limoges, dont l'existence remonte au XIVe siècle.

## Histoire et géographie
À l'origine, cet archiprêtré englobait tout le territoire qui rejoignait Limoges à Aubusson. Il partait de la paroisse de Panazol et rejoignait les confins du diocèse à hauteur de Crocq (qui était alors dans le diocèse de Clermont). Ce territoire correspond au trajet ancestral qui rejoignait Limoges à Aubusson, en remontant la Vienne puis la Maulde, ce qui faisait passer par le site de Villejoubert.
Au moment de la création des archiprêtrés de Saint Paul et Chirouze, celui d'Aubusson fut amputé de sa partie occidentale (partie colorée en jaune sur le croquis .)
Au moment de sa dénomination (première mention en 1315), le siège de l'archiprêtré était à Néoux.

## Paroisses de l'archiprêtré
Ces paroisses sont présentées dans l'ordre utilisé par les Pouillé successifs.
Pouillé de 1315
1. Bosroger
2. La Chaussade
3. Celle près Bermont (La Villetelle)
4. Saint-Silvain-Bellegarde
5. Saint-Alpinien
6. Saint-Pardoux-le-Neuf
7. Saint-Avit-de-Tardes
8. Saint-Pardoux-d'Arnet
9. Saint-Maurice-près-Crocq
10. Nigremont (Saint-Georges-Nigremont)
11. Poussanges
12. Clairavaux
13. Gioux
14. Saint-Quentin-la-Chabanne
15. Croze
16. Felletin
17. Saint-Frion
18. Sainte-Feyre-la-Montagne
19. Moutier-Rozeille
20. Aubusson
21. La Cour (Aubusson)
22. Alleyrat
23. Blessac
24. Saint-Marc-à-Frongier
25. La Borne (Blessac)
26. Saint-Avit-le-Pauvre
27. Saint-Michel-de-Veisse
28. Vallière
29. Saint Séverin (Vallière)
30. Chavanat
31. Saint Pierre au Bois (Saint-Pierre-Bellevue)
32. Le Compeix (Saint-Pierre-Bellevue)
33. Châtain (Le Monteil-au-Vicomte)
34. La Nouaille
35. Saint-Marc-à-Loubaud
36. Saint-Yrieix-la-Montagne
37. Beaumont (Beaumont-du-Lac)
38. Beaulieu (Peyrat le Château)
39. Saint Julien près Laron (Saint-Julien-le-Petit)
40. Augne
41. Saint Amand près Peyrat (Saint-Amand-le-Petit
42. Peyrat-le-Château
43. Saint-Maixant
44. Néoux
45. Royère-de-Vassivière
46. Saint-Moreil
47. Saint-Martin-Château
48. Banize

Complément du Pouillé de 1520
- 49. ND d'Eymoutiers (Eymoutiers)
- 50. Saint Pierre Château (Eymoutiers)
- 51. Bussy (Eymoutiers)
- 52. Domps

Complément du Pouillé de Nadaud (XVIIIe)
- Beaubiat Banize
- Bellegarde-en-Marche
- Boucheresse Clairavaux
- ND du Châtel Felletin
- La Font Galand La Courtine
- Saint Hilaire Moutier-Rozeille
- Le Monteil-au-Vicomte
- Pontcharraud
- Saint Amand près Aubusson (Saint-Amand)
- Hôpital Fontfeyne Saint-Frion
- Montrugeas Saint-Marc-à-Frongier
- Charrières Saint-Moreil
- Arfeuille Saint-Pardoux-d'Arnet
- La Parade Saint-Pierre-Bellevue
- Saint-Sulpice-les-Champs